# Asociación de Fútbol de Tonga
La Asociación de fútbol de Tonga es el máximo ente futbolístico de dicho país. Fue fundada en 1965 y se adhirió a la OFC y la FIFA en 1994. Es la encargada de organizar la Primera División de Tonga, la Copa de Tonga, además de los seleccionados masculino y femenino.